# Synovus
Synovus (NYSE : SNV) est une société financière américaine cotée au New York Stock Exchange et basée à Columbus en Géorgie.
Synovus assure des services financiers tels que la banque, l'assurance, le crédit dans ses 36 banques situées en Géorgie, Floride, Caroline du Sud, Tennessee et Alabama.

## Histoire
En juillet 2018, Synovus annonce l'acquisition de FCB Financial Holdings pour 2,9 milliards de dollars, dans le but de se renforcer en Floride. Aux termes de la fusion, les actionnaires de FCB recevront 1 055 actions ordinaires de Synovus pour chaque action ordinaire de FCB. Les anciens actionnaires de FCB détiennent 30 % de la société fusionnée après l’achèvement de la fusion.
En juillet 2025, Synovus et Pinnacle Financial Partners annoncent fusionner leur activité sous le nom de Pinnacle Financial Partners. Les actionnaires de Pinnacle Financial Partners détiendront 51,5 % du nouvel ensemble. Synovus détient près de 61 milliards de dollars d'actifs avec 244 agences au moment de la fusion.